# Ricardo Requejo Retegui
Ricardo Requejo Retegui (Irún, Guipúzcoa, 10 de junio de 1938 - 12 de noviembre de 2018) fue un pianista y maestro español.

## Trayectoria
Nacido el 10 de junio de 1938 en la calle Eguzkiza de Irún, comienza sus estudios de música en la Academia Municipal de Irún con Primitivo Azpiazu, con quien recibirá clases de solfeo. Ascensión Michelena le hará descubrir el piano, a la par que accede al Conservatorio Municipal de San Sebastián para estudiar oboe con Antonio Cortés, primero, y piano con José María Iraola, después. A los 16 años se alza con el primer premio de piano en el concurso organizado por dicha institución académica.
Completada su primera etapa de formación se desplaza a la capital francesa para continuar bajo la dirección de Vlado Perlemuter en el Conservatorio Nacional de Música de París. También recibirá clases durante estos años de Pierre Pasquier, Gaspar Cassadó, Elsa Barreine, Guido Agosti y la célebre concertista barcelonesa Alicia de Larrocha. Sus éxitos en numerosos concursos de piano y lectura a primera vista le empiezan a colocar en el primer plano de la escena europea.
Tras partir al Conservatorio de Ginebra para continuar sus clases con Louis Hiltbrand obtiene el primer Prix de Virtuosité en 1965 de la ciudad suiza con distinción y por unanimidad. Seguirá estudiando en Portugal con Helena Costa, Alemania con Sandor Vegh y Karl Engel, y Hamburgo junto a Conrad Hansen, siendo asistente de este último.

### Docencia y actividad de concierto
Regresa a España para asentarse en su capital desde 1974, ya como docente reconocido, aunque no cesan sus conciertos por todo el panorama internacional. En el Centro Superior de Música del País Vasco (Musikene) será nombrado, también, profesor de piano permanente desde el año 2001.
Destacará, en estas últimas décadas, su faceta como pianista de cámara junto a intérpretes reconocidos como los violinistas Christian Ferras, Salvatore Accardo, el violonchelista Claude Stark o la mezzosoprano Teresa Berganza. También realizará numerosas grabaciones discográficas –recibiendo premios como el Diapason d’Or- junto a la compañía suiza Claves, con obras de Albéniz, Falla, Turina, Padre Donostia, Schumann, Chopin, Moussorgsky, etc. Entre sus alumnos destacan los pianistas Javier San Miguel Moreno, Camino Martín, Esther Mendiburu, Irun Itxaso Aristizabal, Esther Barandiaran, Laura Garmendia, Guillermo Rodríguez o Carmen Díez Quesada.

## Discografía selecta
- 1977 – Cellosonaten (Claves).
- 1978 – Romantische Kammermusik Für Oboe, Horn Und Klavier (Claves).
- 1979 – Arie Italiane Barocche. Con Teresa Berganza (Deutsche Grammophon).
- 1980 – Iberia (Claves).
- 1982 – R. Schumann: Romanzen Op. 94; Fantasiestücke Op. 73; Märchenbilder Op. 113; Märchenerzählungen Op. 132 (Claves).
- 1982 – Frauenliebe und -leben; Kinderstube (Claves).
- 1985 – Isaac Albéniz: Cantos de España Op. 232; Suite española Op. 47 (Claves).
- 1991 – Sonata para oboe y piano; Sonata para fagot y piano; Sonata para oboe y piano; Trío para piano, oboe y fagot (Claves).
- 1997 – Jesús Guridi: Diez melodías vascas (Claves). Euskadiko Orkestra Sinfonikoa*, Orfeón Donostiarra, Ricardo Requejo, Miguel Angel Gomez-Martinez –
- 1999 - Joaquín Turina, Ricardo Requejo – Works For Piano - Claves Recorda